# Isidore Thibaudeau
Pour l’article homonyme, voir Thibaudeau.
Isidore Thibaudeau (30 septembre 1819-18 août 1893) est un marchand et homme politique fédéral du Québec.

## Biographie
Né à Cap-Santé dans le Bas-Canada, il travaille d'abord comme commis dans la région de Québec. Il contribue à l'établissement de deux institutions financières, soit la Caisse d'épargne de Notre-Dame de Québec et la Banque canadienne nationale et y sert comme président de 1879 à 1889. En 1863, il fut élu à l'Assemblée législative de la province du Canada dans la division de Québec-Centre. Il sert aussi comme président du conseil exécutif et est un opposant à la Confédération canadienne. De 1867 à 1874, il représenta la division de Kennebec au Conseil législatif du Québec.
Élu député du Parti libéral du Canada dans la circonscription fédérale de Québec-Est en 1874, il démissionne en 1877 pour permettre à Wilfrid Laurier de faire son entrée à la Chambre des communes.
Son fils, Alfred Thibaudeau, est sénateur de la division De la Vallière et son frère, Joseph-Rosaire Thibaudeau, a été sénateur de la division de Rigaud. Sa fille, Laura, épouse Esdras Alfred de Saint-Georges qui a été député fédéral de Portneuf.

## Hommages
La rue Isidore-Thibaudau a été nommée en son honneur en 2006 dans la ville de Québec.